# Шайков, Егор Михайлович
Егор Михайлович Шайков (род. 23 июня 1980, Москва) — российский игрок в пляжный футбол, чемпион мира 2011 года. Заслуженный мастер спорта России.

## Карьера

### Клубная
Воспитанник футбольной школы «Торпедо» Москва. За тульский «Арсенал» выступал в течение трёх лет, провёл 76 матчей, забил 12 голов, причём один из них стал 800-м голом «Арсенала» в чемпионатах России. После ухода из тульского клуба около полугода выступал за московский «Титан», а затем временно приостановил карьеру. В 2005 году ему поступило предложение сыграть за сборную России по пляжному футболу, которое он принял: команда дебютировала на Кубке Европы, заняв там 2-е место. В течение года Шайков готовился к сезону в новых условиях и вскоре дебютировал в составе «Строгино». В 2010 году после Евролиги Шайков перешёл в «Дельту» вместе с тремя одноклубниками, но в том же году дебютировал в московском «Локомотиве».
Игровую карьеру завершил в 2018 году.

### В сборной
В 2005 году дебютировал в сборной на Кубке Европы. В 2007 году он принял участие в «матче звёзд», который организовал легендарный игрок команды «Манчестер Юнайтед» Эрик Кантона. Также сыграл на четырёх чемпионатах мира (2007, 2008, 2009 и 2011), и в 2011 стал чемпионом мира. В финальной игре забил первые два гола сборной России в ворота сборной Бразилии.
Приказом министра спорта № 66-нг от 21 декабря 2012 г. удостоен почётного звания — Заслуженный мастер спорта России.
В 2015 году выиграл золото Европейских игр в Баку.

## Личная жизнь
Женат.

## Вне футбола
После завершения игровой карьеры приобрёл франшизу у компании «СДЕК» и открыл пункт выдачи заказов. Работает директором подразделения, занимается работой с финансами и отслеживанием грузов в пути. В течнеие полутора лет работал тренером латвийского клуба «Линден Сити», с которым дважды выиграл чемпионат Латвии и два Кубка Латвии, однако из-за нехватки финансирования ушёл из команды, решив не возвращаться в пляжный футбол. Также сыграл эпизодическую роль в сериале «Милицейский с Рублёвки».